# الجمهود
قرية الجمهود هي إحدى القرى التابعة لمركز الفشن في محافظة بني سويف في جمهورية مصر العربية. حسب إحصاءات سنة 2006، بلغ إجمالي السكان في الجمهود 8062 نسمة، منهم 4073 رجل و3989 امرأة.